# 黄梅县农业开发总公司
黄梅县农业开发总公司是中华人民共和国湖北省黄冈市黄梅县下辖的一个类似乡级单位。

## 行政区划
黄梅县农业开发总公司下辖以下行政区划单位：
黄梅县农业开发总公司虚拟生活区。